# جف کیپس
جف کِیپس (انگلیسی: Geoff Capes) پرتابگر وزنهٔ انگلیسی، ورزشکار قدرتی، و از ورزشکاران حرفه‌ای بازی‌های هایلند بود.
او از ورزشکاران دو و میدانی انگلستان بوده و به‌طور تخصصی در پرتاب وزنه فعالیت می‌کرد. از افتخارات او می‌توان به دو بار قهرمانی در بازی‌های اتحادیه کشورهای مشترک‌المنافع، دو بار قهرمانی در اروپا، و سه بار شرکت در المپیک اشاره نمود.